# Вестеролен

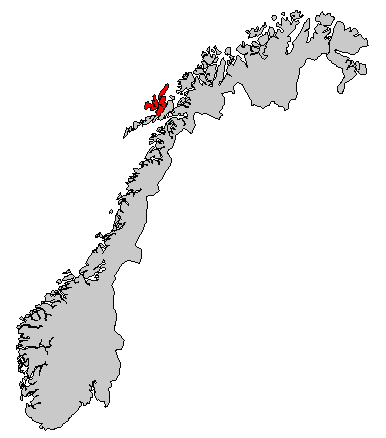
Розташування Вестеролен

Вестеролен (норв. Vesterålen) — дистрикт (район) і однойменний архіпелаг у фюльке Нурланн в Норвегії, на північ від Лофотенських островів.

## Географія

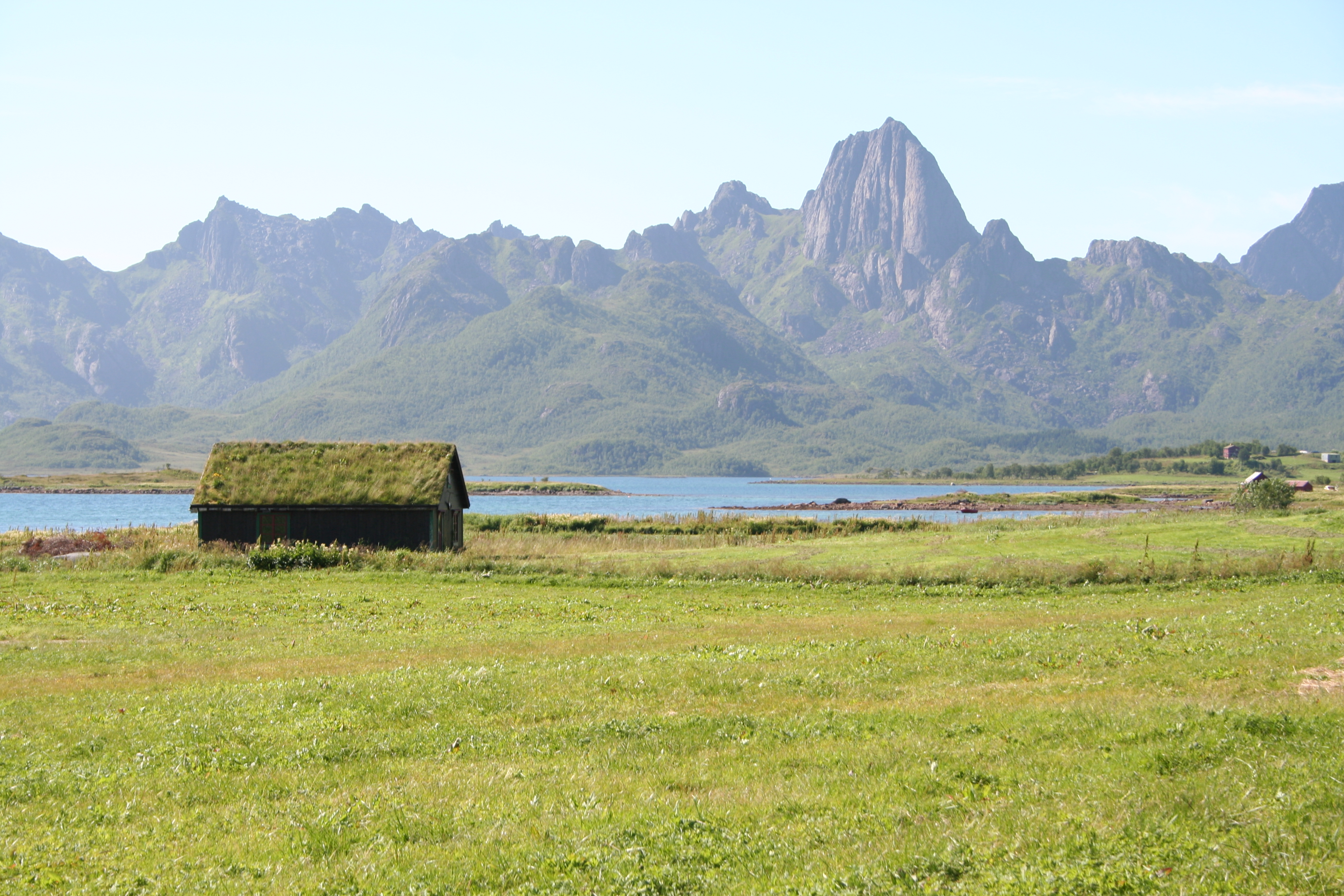
Вид на гору Река, Сортланн

Зв'язок з Лофотенськими островами здійснюється через автомобільний паром, але щоб дістатися континенту паром не потрібний. Вестеролен складається з муніципалітетів Анней, Нурланн, Хадсель, Сортланн і Екснес. Територію Вестеролена складають декілька островів: Лангея, Аннея, Хадселея, західна частина острову Хіннея, північна частина острову Еуствогея і декілька менших островів. Ландшафт гористий, але гори мають більш округлу форму на відміну від гір Лофотенських островів. Міста і селища розміщені на узбережжі (Strandflaten) між горами і фіордами. Також тут є декілька озер, таких як Альсвогватнет. Також в Вестеролені частково розміщений Національний Парк Мейсален (). Клімат в Вестеролені морський із помірними зимами, враховуючи те що архіпелаг знаходиться набагато північніше від полярного кола. В Стокмаркнес (Хадсель) середня температура в січні −1,8 °C, липні за добу 12,3 °C, середньорічна 4,3 °C і 1220 мм опадів восени у найбільш дощовий період року (середня кількість за 1961—1990 рр.).

## Економіка

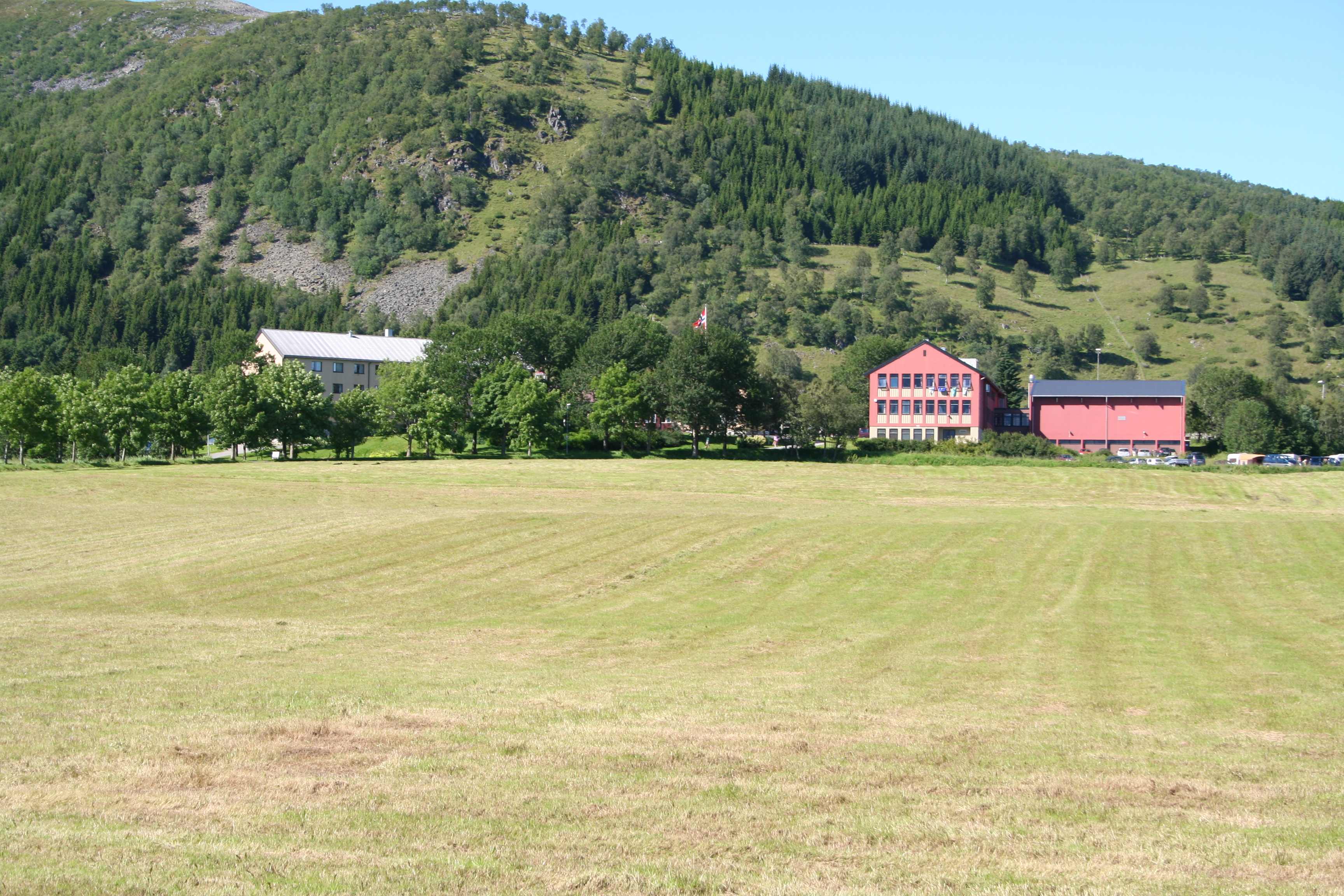
Сільськогосподарське училище в Клейва, муніципалітет Сортланн

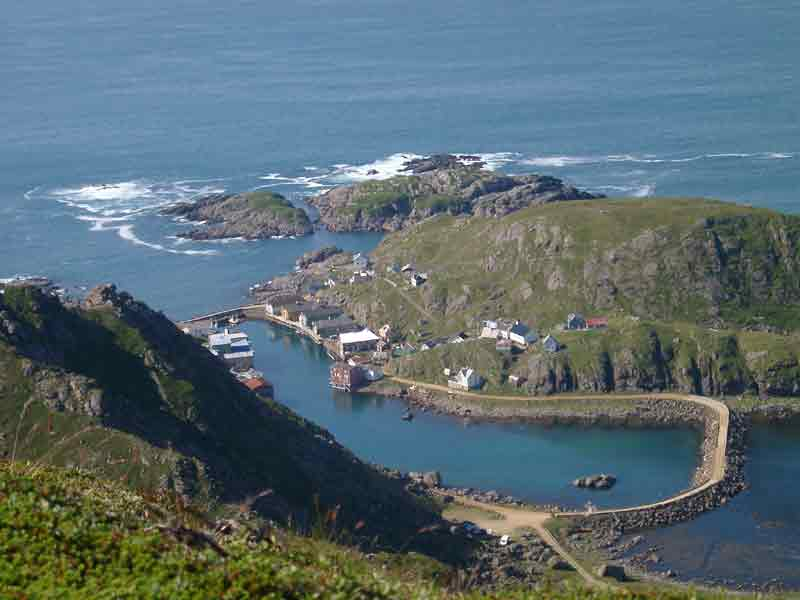
Ніксунд 1 серпня 2004

Населення Вестеролену на 1 січня 2004 складає 30,648 людини (Statistisk Sentralbyrå). Найбільше місто — Сортланн, але регіональна лікарня знаходиться в сусідньому Стокмаркнесі в муніципалітеті Хадсель. Відомий теплохід Хуртігрутен відвідує декілька портів в Вестеролене. Існує два регіональных аейропорти: аейропорт Стокмаркнес, Скаген для декількох літаків, і аеропорт Анденес на Андея. Королівські Норвезькі Повітряні Сили розміщували всі свої морські патрульні літаки Lockheed P-3 Orion на аеродромі Андея, де також знаходиться Ракетна База Андея. В Сортланні знаходиться північна база Норвезької Берегової Охорони (Kystvaktskvadron Nord). Також у Вестеролені люди займаються сільським господарством.

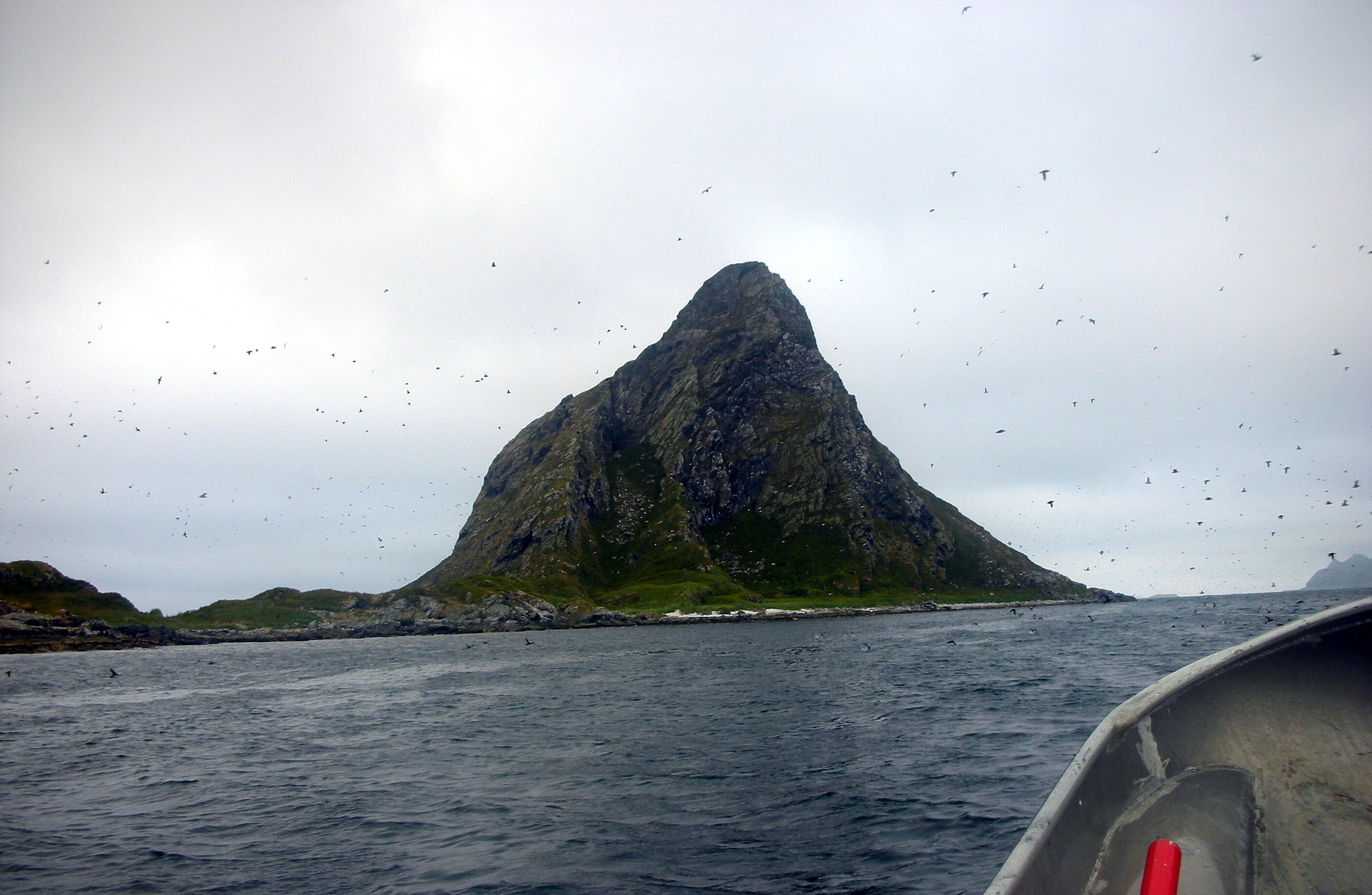
Блейксея з колонією морських птахів які відпочивають поблизу Анденесу.

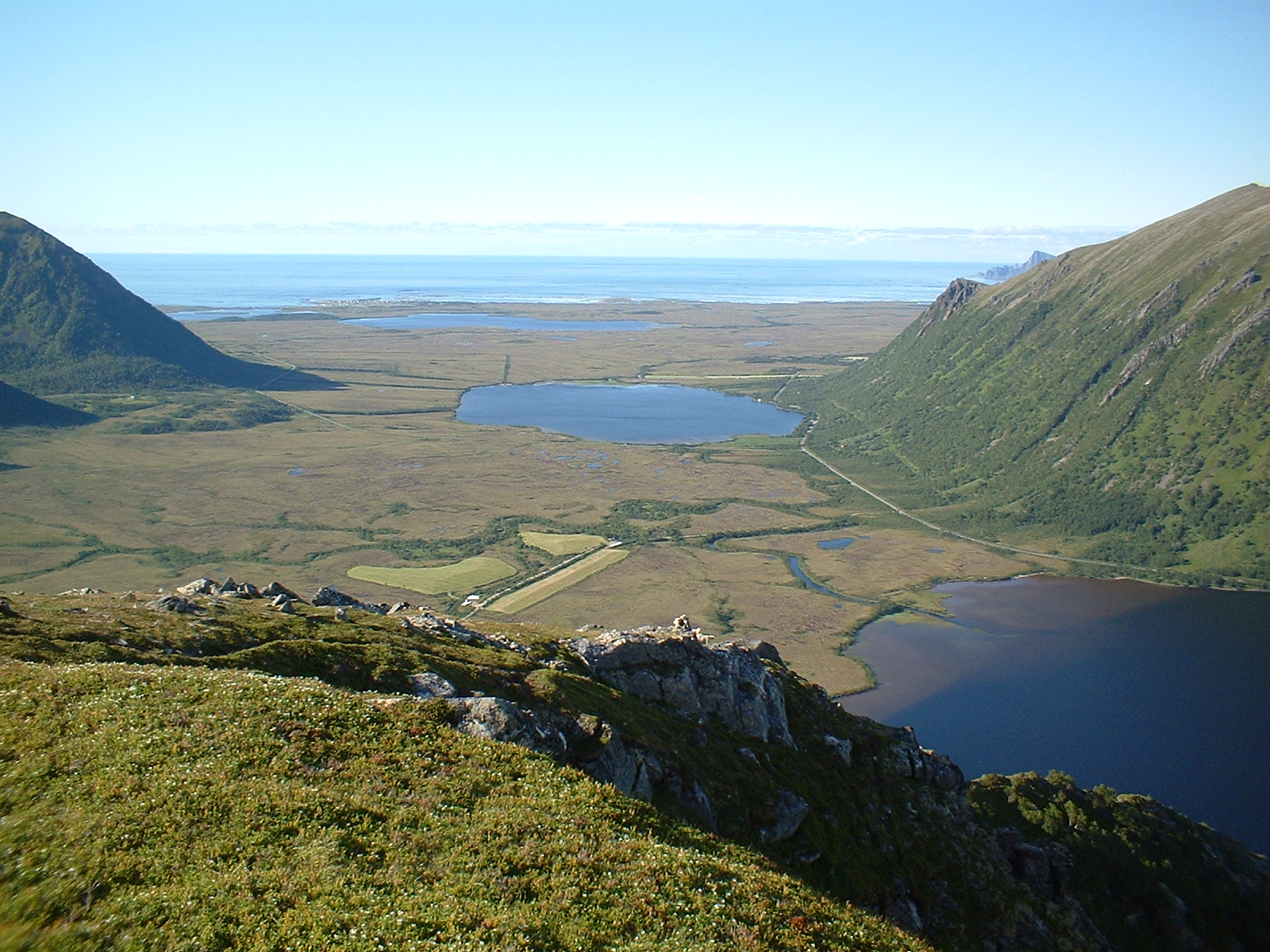
На Півночі Андеї